# 한국와이어스
한국와이어스는 미국에 본사를 둔 다국적 제약사이다.

## 역사
<와이어스>는 1926년에 설립되었다. 설립 당시 이름은 <아메리칸홈프로덕츠(American Home Products)>였다. <와이어스>라는 이름의 제약회사는 이보다 먼저인 1860년에 이미 세워졌다. 이 회사의 창업자는 프랭크 와이어스(Frank Wyeth)였다. <아메리칸홈프로덕츠>가 <와이어스>라는 이름을 사용하게 된 것은 2002년이었다. <아메리칸홈프로덕츠>는 1931년 <와이어스>를 인수해 자회사로 두고 있었다. 두 회사는 약 70년 동안 모회사와 자회사 관계를 유지하다가 2002년 <아메리칸홈프로덕츠>가 회사 이름을 <와이어스>로 바꾸면서 하나의 법인이 되었다.
<한국와이어스>는 1982년에 미국의 <사이나미드> 49%와 유한양행 51%의 합작으로 설립된 다국적 제약기업으로, 설립 당시상호는 <유한사이나미드>였다. 1994년 <사이나미드>는 <아메리칸홈프로덕츠>에 인수되고 <와이어스>의 자회사가 되었다. 2000년 9월에는 <유한사이나미드>를 <한국와이어스>로 사명을 변경하였다.
2010년 2월, <한국와이어스>는 <한국화이자제약>과 통합 운영할 것을 선포하였다.